# Route
Route es una herramienta de línea de comandos disponible tanto en Microsoft Windows como en GNU/Linux. Nos permite manipular las tablas de enrutamiento de nuestro sistema.

## Uso
Si se escribe sin argumentos muestra ayuda del comando:
```
C:\>route

```

## Comandos
- PRINT: imprime una ruta
- ADD: agrega una ruta
- DELETE: elimina una ruta
- CHANGE: modifica una ruta existente.

## Ejemplos
Ver la tabla de encaminamiento de nuestro sistema:
```
C:\route print
===========================================================================
ILista de interfaces
0x1 ........................... MS TCP Loopback interface
0x2 ...00 08 e7 ad 85 9f ...... Conexi¾n de red PRO/100 VE de Intel(R)  - 
Minipuerto del administrador de paquetes
===========================================================================
===========================================================================
Rutas activas:
Destino de red        Máscara de red   Puerta de acceso   Interfaz  Métrica
          0.0.0.0          0.0.0.0      192.168.1.1    192.168.1.50       1
        127.0.0.0        255.0.0.0        127.0.0.1       127.0.0.1       1
      192.168.1.0    255.255.255.0     192.168.1.50    192.168.1.50       20
     192.168.1.50  255.255.255.255        127.0.0.1       127.0.0.1       20
    192.168.1.255  255.255.255.255     192.168.1.50    192.168.1.50       20
        224.0.0.0        240.0.0.0     192.168.1.50    192.168.1.50       20
  255.255.255.255  255.255.255.255     192.168.1.50    192.168.1.50       1
Puerta de enlace predeterminada:       192.168.1.1
===========================================================================
Rutas persistentes:
  ninguno

```